# 首都地區 (委內瑞拉)

首都地區

首都地區（西班牙語：Región Central）是委內瑞拉的9個政治行政區域之一，範圍包含米蘭達州、瓦爾加斯州、卡拉卡斯首都區。人口4,687,002人，面積9,879平方公里。最大城市為卡拉卡斯。
該區域是委內瑞拉人口密度最高的區域，經濟以工業和商業為基礎。卡拉卡斯為首都與第一大城，瓦爾加斯州首府拉瓜伊拉為重要港口；米蘭達州是該地區農業活動最活躍的地區，主要種植可可、甘蔗、以及家禽飼養。
- 卡拉卡斯商業區
- 拉瓜伊拉港
- 埃爾阿維拉國家公園